# Roberto Cárdenas Merín
Roberto Cárdenas Merín fue un político colimense miembro del Partido Revolucionario Institucional. Nació el 22 de junio de 1923 y falleció el 1 de septiembre de 2011. 
Fue maestro normalista por lo que impartió clases por 33 años. Fue impulsor de la creación de la Facultad de Derecho de la Universidad de Colima y egresado de la primera generación de esta. Fue Secretario de Acción Juvenil del PRI en Colima, de 1947 a 1956. Posteriormente, fue Secretario de Prensa y Propaganda, dirigiendo el periódico local El Regional. Fue presidente del PRI en el estado Colima. Fue magistrado del Supremo Tribunal de Justicia del Estado de Colima y del Tribunal Electoral del Estado de Colima. Fue soció fundador y el primer presidente de la Asociación Colimense de Periodistas y Escritores (ACPE).